# Potsdam (Nova York)
Potsdam és una població dels Estats Units a l'estat de Nova York. Segons el cens del 2000 tenia 9.425 habitants.

## Demografia
Segons el cens del 2000, Potsdam tenia 9.425 habitants, 2.543 habitatges, i 1.040 famílies. La densitat de població era de 828,9 habitants per km².
Dels 2.543 habitatges en un 21,5% hi vivien nens de menys de 18 anys, en un 28,5% hi vivien parelles casades, en un 10,3% dones solteres, i en un 59,1% no eren unitats familiars. En el 40,8% dels habitatges hi vivien persones soles el 15,6% de les quals corresponia a persones de 65 anys o més que vivien soles. El nombre mitjà de persones vivint en cada habitatge era de 2,14 i el nombre mitjà de persones que vivien en cada família era de 2,9.
Per edats la població es repartia de la següent manera: un 11,3% tenia menys de 18 anys, un 56,2% entre 18 i 24, un 14,1% entre 25 i 44, un 9,4% de 45 a 60 i un 9,1% 65 anys o més.
L'edat mediana era de 22 anys. Per cada 100 dones de 18 o més anys hi havia 109,8 homes.
La renda mediana per habitatge era de 21.273 $ i la renda mediana per família de 37.933 $. Els homes tenien una renda mediana de 31.610 $ mentre que les dones 24.324 $. La renda per capita de la població era de 10.824 $. Entorn del 18,2% de les famílies i el 34% de la població estaven per davall del llindar de pobresa.

## Personatges il·lustres
- Frank Billings Kellogg (1856-1937), advocat i polític, Premi Nobel de la Pau de l'any 1929.